# Берта Амброж
Берта Амброж (словен. Berta Ambrož; Крањ, 29. октобар 1944 — Љубљана, 1. јул 2003) била је југословенска и словеначка певачица забавне музике и шансоне. По професији је била дактилографкиња, а музиком се бавила из хобија.

## Биографија
На музичкој сцени је дебитовала 1965. на фестивалу Словенске попевке где је извела песму Лучи Љубљане (срп. Светла Љубљане), а потом је са истом песмом на фестивалу у Опатији освојила трећу награду публике. Годину дана касније учествује на Југовизији у Београду где се такмичила са две композиције — песму Brez besed (Без речи) извела је за ТВ Љубљану, док је композицију Sanjala sem извела за РТВ Загреб. Убедљиво је победила са песмом Brez besed за коју је музику написао Мојмир Сепе, текст Елза Будау, а са којом је касније наступила на Песми Евровизије 1966. у Луксембургу. У Луксембургу је Берта наступила пета по реду, а такмичење је окончала на 7. месту, што је уједно био и други најбољи резултат за Југославију након 4. места Лоле Новаковић 1962. године. Уједно је то био први пут да се на Песми Евровизије извела песма на словеначком језику. Песма је остварила велики успех у Југославији, а занимљиво је да су шпански представници из 1973. оптужени да је њихова песма Eres tú плагијат Бертине песме. Холандска певачица Вилеке Алберти је 1967. снимила енглеску верзију песме под насловом Without Words, а потом је препевана и на норвешки и дански језик.

## Фестивали
Словенска попевка:
- Мали врагец в очех / Лучи Љубљане, трећа награда публике, '65
- Јокала бом брез солз / Некега дне / Последња ноч љубезни, '66
- Дан кот дневи вси / Пишеш ми, '67
- Ветер носи мој поздрав, '68
- Тиволски пастирчек, '73
- Ша-ба-да, '74

Опатија:
- Песем запој ми ноцој, '65
- Одтргала бом зелен лист (алтернација са Мајдом Сепе), '66
- Кдор сеје ветер, '67
- Младост, '68

Југословенски избор за Евросонг:
- Брез бесед, победничка песма, Београд '66 / Евровизија, седмо место